# フィリップ・キャンデロロ
フィリップ・キャンデロロ（Philippe Candeloro、1972年2月17日 - ）は、フランス出身の男子フィギュアスケート選手で現在はプロスケーター兼解説者、TVタレント。イタリア系フランス人。1994年リレハンメルオリンピック、1998年長野オリンピック2大会連続男子シングル銅メダリスト。

## 人物
4人兄弟の末っ子としてクールブヴォアで生まれる。8歳で本格的にスケートを始め、プロに転向するまでアンドレ・ブリュネに師事した。
表現力が優れたスケーターとして知られ、'93-'94シーズンまでの公式試合とエキシビションでは氷上において胡座に近い形で回転するスピン（通称「キャンデロロスピン」競技会では採点対象にならない技）を使うなど、枠にはまらない個性的な演技で魅せるスケーターであった。代表的プログラムは'93-'95シーズンに2年連続世界選手権で演じたゴッドファーザーと'98年長野オリンピックで演じたダルタニアン。
1998年にバレリーナ・振付師のオリビア・ダルモンと結婚し、3人の娘がいる。
2008年にプロスケートからの引退を発表し、引退公演を行うとアナウンスした。しかし大変好評を得たため、2009年まで公演日程が延長された。その後もスケートを完全に引退しているわけではなく、2010年のフランス・ホリデイ・オン・アイス・ツアーのメインアクトを務め、2011年には金沢と福岡のショーの為に来日した。
フランス版ダンシング・ウィズ・ザ・スターズのようなリアリティ番組やクイズ番組、歌番組に出演するなどタレント活動も行っており、2010年からお笑い番組のホストを務めている。
2009年にはキャンデロロの名を冠したバラが贈られた。

### 日本との関わり
日本で非常に親しまれていた選手であり、1992年、初来日のNHK杯で優勝し、翌年のNHK杯も制した。その後はNHK杯の常連として知られていた。1997年はNHK杯に派遣されなかったが、日本スケート連盟に直談判してエキシビションのみ出場、「三銃士」を演じた。
プロ転向後は2001年-2003年にCIC主催の座長公演「フィリップ・キャンデロロ・ツアー」を日本で開催。欧州の著名なスケーターであるスルヤ・ボナリー、ヴィクトール・ペトレンコ、アレクセイ・ウルマノフ、マリナ・アニシナ&グウェンダル・ペーゼラらが参加。そして日本では当時珍しかったロシアのアクロバットスケーターたちや一般にはまだ無名だった日本の有望なジュニア選手（浅田真央、髙橋大輔）を紹介したこの公演は日本の2000年代後半以降のアイスショーに大きな影響を残すことになった。

## 来歴

### 幼少時～アルベールビルオリンピックまで

#### ジュニア時代
比較的貧しい住民の集まる地区に生まれ、幼少時は悪ガキだった。7歳のころ、学校行事で地元のリンクに行き、スケートに出会う。初めて滑ったときに、そのクラブのコーチをしていたアンドレ・ブリュネに声を掛けられ、週3日のレッスンに通うようになった。数年でFont-Romeuのサマーキャンプに招待されるようになり、それは彼の毎年の行事になった。
10歳の頃、フランス連盟からINSEP（＝国立体育学院、一流のナショナルトレーニングセンター）に移ってこないかと誘われるも、ブリュネコーチの元で学ぶ事を優先して断る。12歳までフランスチャンピオンが誰か知らずに過ごし、1982年に同じリンクで練習していたジャン＝クリストフ・シモンが出場した欧州選手権の応援に行くまでは競技のルールに興味を持っていなかった。
16歳の時には高校を卒業し、フルタイムで練習に励んでいた。1986年世界ジュニア選手権出場。1990年同大会で4位。同年世界選手権デビュー。17歳の時には1988年カルガリーオリンピックの閉会式に参加していた。

#### 1989-1990シーズン
1989年のフランス選手権ではエリック・ミローに次ぐ2位になり、初めて国内大会で表彰台に乗り1990年ヨーロッパ選手権に初めて派遣される。そこで初出場にもかかわらず8位という好成績を残す。
一方エリック・ミローは19位と惨敗したので、1枠しかない1990年世界選手権にはキャンデロロが派遣されることになった。初出場の世界選手権で14位となる。

#### 1990-1991シーズン
1992年アルベールビルオリンピックに備えて、振付師のNatacha Dabbadie と準備を始める。ラリック杯とスケートアメリカに出場するも5位、6位に終わる。フランス選手権ではまたしてもエリック・ミローに次いで2位になる。派遣された1991年ヨーロッパ選手権では前年より上回る5位になるもミローがそれ以上の成績で4位のため、1枠の1991年世界選手権はミローが派遣された。ミローは1991年世界選手権で9位に入り、翌年のアルベールビルオリンピックの出場枠を2に増やした。

#### 1991-1992シーズン
1992年アルベールビルオリンピックを狙ってキャンデロロはシーズンに入る。フリープログラムに『英雄コナン』を取り入れていたが、シーズン半ばで自転車事故に巻き込まれてしまう。キャンデロロはこれで国内選考が不利になると感じていた。フランス選手権で3位に入るも、1992年ヨーロッパ選手権派遣と1992年アルベールビルオリンピック派遣はフランス選手権1位のミロー、2位のニコラス・ペトランが選ばれた。
キャンデロロはヨーロッパ選手権にも派遣されず、前シーズンより不遇のシーズンを過ごしたがオリンピック後の1992年世界選手権には、国内選手権3位のキャンデロロと、4位のメレディックが派遣され、キャンデロロは世界選手権9位に入る。

### リレハンメルオリンピックまで

#### 1992-1993シーズン
前シーズンの英雄コナンのプログラムを再び使用し、スケートアメリカ5位、ラリック杯4位、そしてNHK杯で初優勝する。フランス選手権ではまたしてもエリック・ミローに次いで2位になるが、1993年ヨーロッパ選手権では2位になり、はじめてミローより上位の成績を残す（1位：ドミトリー・ドミトレンコ、2位：キャンデロロ、3位：ミロー）。
続く1993年世界選手権では表彰台に迫る5位に入賞し、このシーズンはキャンデロロにとって完全に成功したシーズンであり、翌シーズン以降への期待も寄せられた。

#### 1993-1994シーズン
夏季と冬季が2年おきの開催となり、1994年リレハンメルオリンピックはキャンデロロにとって逃せない大会となった。ラリック杯で2位、NHK杯で2年連続の優勝、そして友好的な日本のファンも多数獲得することができた。フランス選手権ではミローをついに破って1位となり、1994年ヨーロッパ選手権では5位になり、オリンピック前の大会では彼の望む結果では無かった。1994年リレハンメルオリンピックでは、過去のメダリストたちがアマチュア復帰してきて、壮絶な戦いになる。
キャンデロロはショートプログラムを3位で通過し、ヴィクトール・ペトレンコとカート・ブラウニングの猛追を受けたがフリーを5位で終えて総合成績は3位で銅メダルを獲得した。1994年幕張の世界選手権ではフリーの冒頭で三回転アクセル＋三回転トゥループを決めて、エルヴィス・ストイコに次ぐ銀メダルを獲得。

### 長野オリンピックまで

#### 1994-1995シーズン
1994年のリレハンメルオリンピック銅メダルの頃がキャンデロロのスケーターとしてのキャリア最盛期であった。キャンデロロは、'94-'95シーズンを過ぎても引退せずに競技生活を続け、次の長野オリンピックを目指すことを決心する。
94年のゴッドファーザーを引き続き取り上げ、髪を白く染め、古いストライプのパンツを履き年老いたゴッドファーザーを演じた。このシーズンも調子は良く、スケートアメリカ2位、ラリック杯で優勝、NHK杯で2位となる。このシーズンから復帰してきたエルドリッジにNHK杯は破れる。1995年ヨーロッパ選手権では4位でゴッドファーザーはジャッジにも観客にも飽きられてきた。1995年世界選手権では最後の三回転アクセルを転倒して大成功ではなかったが、なんとか3位に入り込んだ。フリープログラムはリラックスして演技したいので、振付師のNatacha Dabbadieにはホテルで休んでいるように頼んだ。

#### 1995-1996シーズン
2シーズン続けてゴッドファーザーを演じたため、キャンデロロは次はユーモラスなプログラムにしたいと考え、Richard Markowitz のリュッキー・リュック（Lucky Luke,フランスで有名な西部劇の漫画、早撃ちの保安官リュッキー・リュック）を選び、エンニオ・モリコーネを選曲した。このプログラムはユーモアに溢れており、カウボーイハットを背中に縫い付け、演技開始前にジャッジ席の目の前のフェンスに隠れるところから始まる。キャンデロロはこのプログラムをNHK杯で実施するが、ジャンプが不調で三回転アクセルはステップアウト、2回目は二回転アクセルになる。ストイコ、さらには格下と思われていたイゴール・パシケビッチにも抜かれて3位になる。
このシーズンから右足首の痛みに襲われて不調となり、1996年ヨーロッパ選手権でも5位となる。1996年世界選手権ではショートプログラムでコンビネーションジャンプと他のジャンプを2つも失敗して16位でショートを終える。しかしフリーではアクセルを2回とも成功させフリー単独では7位、総合でも9位に入り、地力をみせた。世界選手権から帰国後、右足首の手術を受けた。

#### 1996-1997シーズン
キャンデロロはこのシーズンで根本的にプログラムを変えようと考え、フランス皇帝ナポレオン・ボナパルトを題材に選んだ。入院中に皇帝を題材にしたものにしようとイメージしていた。
しかし、振付師のNatasha Dabbadieとは考えの点で相違が表面化し、この振付師とは別れ、Shanti Ruchpaulと新しくプログラムを構成することを決心する。足首のリハビリをしながらシーズンを待つが、振付師を新たに探すこと、足首のリハビリなど相まって準備が遅れ、NHK杯では7位という結果に終わる。にも関わらずフランス選手権では4年連続の優勝で飾る。
キャンデロロにとって最後となる1997年ヨーロッパ選手権ではフリーで開始20秒で音楽が突如として止まり、再実施となった。フリーは満足する出来映えで終えるが暫定順位は4位でキャンデロロは落胆するものの、順位点が上位3人とも4.0で並んだため、キャンデロロは最終的に2位になった。しかし、新たな足首の痛みが出て1997年世界選手権は棄権する。

#### 1997-1998シーズン
Patrick Sébastien のアイスショーを見て、このシーズンのプログラムを17世紀フランスを描いた『ダルタニャン物語』（日本ではそのうち『三銃士』が有名）の主人公ダルタニアンにすることを決める。また、1997年10月からさらに新しい振付師、Joseph Arenaとプログラムをつくる。
この新しい振付師はプログラムが流麗になるよう構成し、キャンデロロは内容に自信を持った。にもかかわらず、彼はこのシーズンのラリック杯とネーションズカップを前のシーズンのナポレオンで行った。彼は新プログラムを一度披露したいと考え、日本スケート連盟の招待を受けてNHK杯のエキシビジョンで初披露した。そこは長野オリンピックが開かれる長野市真島総合スポーツアリーナ（ホワイトリング）であり、オリンピックの予行演習としても最適だった。
しかしその二週間後、キャンデロロは酷い風邪を引いてしまう。フランス選手権ではショートプログラムを2位で通過するも、勝利が見込めないためフリーを棄権した。これは彼のキャリアの中では初のことである。フランスのオリンピック出場枠は2枠あり、ひとつは国内選手権優勝のティエリー・セレス（後にヨーロッパ選手権で薬物反応が出たため長野五輪派遣取り消し）、そしてもうひとつはキャンデロロとなった。
オリンピック前の1998年ヨーロッパ選手権については、フランス連盟はキャンデロロに練習を十分してもらいたいので派遣を見送る方針でいたが、キャンデロロはそれを受け入れず、スポーツ省大臣のマリー・ジョルジュ・ビュフェに直訴してヨーロッパ選手権に派遣してもらうように調停を申し立てた。この申し立ては承認され、キャンデロロは新しいダルタニアンのプログラムをヨーロッパ選手権で試すことができた。ショートプログラムは9位と出遅れたが、フリーは3位になり、総合5位にまで順位を上げる。ヨーロッパ選手権で5位になったことにより、国内選手権を棄権したことの不安も払拭された。しかしこの段階でキャンデロロは足首の痛みもあり、長野でメダルを取るとは予想されていなかった。

#### 長野オリンピック
直前のヨーロッパ選手権のショートプログラムでミスをして9位のスタートになったことを踏まえて、長野オリンピックのショートプログラムでは危険を冒さずに三回転アクセル＋二回転トゥループのコンビネーションで5位につける(上位4名は全て三回転アクセル＋三回転トゥループ)。ショートプログラム後のインタビューでは「自力でメダルを取るのは難しいが、逆転は可能である」という内容をコメントし、メダル獲得への執念を見せた。
フリーでは、ショートプログラム4位だったアレクセイ・ヤグディンの転倒、同3位だったトッド・エルドリッジの不振の後、キャンデロロに滑走順が回ってきた。彼はここで6分間の直前練習では1回も成功していなかった三回転アクセル＋三回転トゥループの難しいコンビネーションをはじめに成功させ、一気に波に乗った。その後も三回転ジャンプを全て成功させる。プログラム後半では「ダルタニアン」にのせてフェンシングをイメージしたステップで観衆を魅了し、2回目の三回転アクセルもステップアウトしながらも着氷し、苦手としていた三回転サルコウも成功し、演技の最後は銃士が剣を鞘に収める形で見事に締めくくった。
フランスのジャッジは芸術点で6.0を出し、最終的にショート5位、フリー2位、総合3位で銅メダルを獲得した。元々日本での人気が高かったため、競技では日本のファンの熱狂的な声援を受けることができた。競技後のインタビューでは「いい演技ができたのは、観衆が私を支えてくれたおかげだ。メダルは2個目だが、今大会のメダルは応援してくれた日本の皆さんに捧げたい。」と述べている。銅メダル獲得後、プロに転向し、1998年世界選手権はキャンセルした。

### エキシビション
エキシビションでは、競技では禁止されているバックフリップなども積極的にプログラム内に取り入れ、フェンスを越えて客席に入り観客に抱擁するなど、演出を計算した演技をすることで有名。日本での人気も高く、2001-2003年には自らの名前を冠した来日ツアーを行なっている。
1994年リレハンメルオリンピックのエキシビションでは「ロッキーのテーマ」に乗せて観客席から登場すると茶目っ気たっぷりなパフォーマンスを行ない、また、氷上では美しく華麗な演技を繰り広げ、フィギュアスケートファン以外にも大きな注目を集めた。アマチュア時代にゴッドファーザーのテーマ曲を2シーズン続けて使用したことも有名で、プロ転向後もアイスショーでも盛んに使用している。
このような演出は彼独特のものであり、「氷上の異端児」と形容されることもある。

## スケート技術

### ジャンプ
得意なジャンプはルッツで、サルコウを苦手としていた。四回転ジャンプを跳べないため、三回転アクセル中心のプログラム構成で試合に挑むことが多かった。三回転アクセルは2回プログラムに取り入れ、2回目は最後（または最後から2番目)にすることが多く、2回目を不成功に終わることが多い。世界選手権で2回目の三回転アクセルに成功したのは1996年エドモントンのみ。

### スピン、ステップ

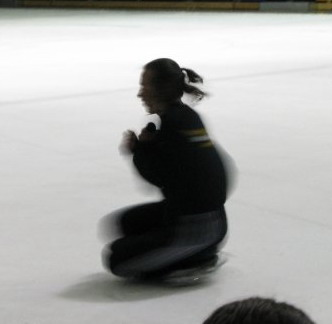
キャンデロロ・スピン

屈伸運動のような両足でのホップを行うステップや、胡座をかいた状態で行うスピン(ルール上は反則行為)などが特徴としてあげられる。1994年のNHK杯開催前にこのスピンについて減点するかしないか審査員間で話し合いがもたれ、その大会に限り特に減点は無しとされた。フランスの審査員が練習中のキャンデロロに向かって手で小さなサインを送ったことがNHKのニュースで放送された。しかし後に減点規定の明確化で減点対象とされ、それ以降公式戦ではこのスピンを封印した。

### プログラムと芸術性
アマチュア競技時代のキャンデロロは観客が彼の演技を見て簡単に分かるように、表現意欲旺盛なスタイルと振り付けでプログラムを魅せていた。彼はしばしばリンクの上で特徴あるキャラクターのポートレートを演じ、それらを音楽、コスチューム、振り付けでフリープログラムを構成していた。シーズンごとにストーリーを明確にし、キャラクターを分かりやすく演出していた。
- '93プラハ - コナン・ザ・グレート（英雄コナン、小説・映画の主人公）
- '94リレハンメル、'94幕張、'95バーミンガム　- ゴッドファーザー（マフィアのボス、映画の主人公）
- '96エドモントン - リュッキー・リュック（早撃ちの保安官、漫画の主人公）
- '97(NHK杯) - ナポレオン・ボナパルト（皇帝、英雄）
- '98長野 - ダルタニアン（銃士、歴史小説の主人公）

キャンデロロはキャリアの初期から表現力に取り組んでいた。フィギュアスケートは女性のスポーツと思われていて、男性がやると友達から笑われるということを少年時代の彼は気がついていた。実際、彼の初期のプログラムはインディアンとカウボーイの戦闘を表現したものだった。芸術性と独創性は高く評価される一方で、基礎的な技術、ジャンプ、スピンを表現力ほど磨きをかけていない、という指摘もなされていた。

### プログラムと選曲
| シーズン  | SP                                            | FS | EX                                                          |
| --------- | --------------------------------------------- | --- | ----------------------------------------------------------- |
| 1997-1998 | ゲリラ 作曲：マキシム・ロドリゲス             | ダルタニヤン 作曲：マキシム・ロドリゲス 振付：ジュゼッペ・アリーナ                                                           | サタデー・ナイト・フィーバー 歌：ビージーズ                 |
| 1996-1997 | ミッション・インポッシブル                    | ナポレオン | サタデー・ナイト・フィーバー 歌：ビージーズ                 |
| 1995-1996 | 映画「デューン/砂の惑星」より                 | リュッキー・リュック 映画「シティ・スリッカーズ」 作曲マーク・シャイマン 映画「続・夕陽のガンマン」 作曲エンニオ・モリコーネ | セックス・マシーン 歌：ジェームズ・ブラウン                 |
| 1994-1995 | 映画「ゴッドファーザー」 作曲：ニーノ・ロータ | 映画「ゴッドファーザー」 作曲：ニーノ・ロータ                                                                                | カモン・アイリーン 歌：デキシーズ・ミッドナイト・ランナーズ |
| 1993-1994 | 映画「ゴッドファーザー」 作曲：ニーノ・ロータ | 映画「ゴッドファーザー」 作曲：ニーノ・ロータ                                                                                | 映画「ロッキー」より                                        |

## 主な戦績
| 大会/年          | 1988-89 | 1989-90 | 1990-91 | 1991-92 | 1992-93 | 1993-94 | 1994-95 | 1995-96 | 1996-97 | 1997-98 |
| ---------------- | ------- | ------- | ------- | ------- | ------- | ------- | ------- | ------- | ------- | ------- |
| オリンピック     |         |         |         |         |         | 3       |         |         |         | 3       |
| 世界選手権       |         | 14      |         | 9       | 5       | 2       | 3       | 9       |         |         |
| 欧州選手権       |         | 8       | 5       |         | 2       | 5       | 4       | 5       | 2       | 5       |
| 世界Jr.選手権    |         | 4       | 5       |         |         |         |         |         |         |         |
| フランス選手権   | 4       | 2       | 2       | 3       | 2       | 1       | 1       | 1       | 1       | 棄権    |
| スケートアメリカ |         |         | 6       |         | 5       | 5       | 2       |         |         |         |
| NHK杯            |         |         |         |         | 1       | 1       | 2       | 3       | 7       |         |
| ラリック杯       |         | 7       | 5       |         | 4       | 2       | 1       |         |         | 2       |
| ネイションズ杯   |         |         |         |         |         |         |         |         |         | 4       |

## 引退後・その他
2005年のエリック・ボンパール杯からフランス・テレビジョンで、主にネルソン・モンフォーとアルバン・プレオベールらのコーチであるアニック・デュモンとトリオを組んでフィギュアスケートの実況を行っている。特にモンフォーとは仲が良く、一緒にクイズ番組に出演したこともある。
2006年トリノオリンピックにてフランス・テレビジョンでフィギュアスケートの解説を担当した。女子シングルで金メダルを獲得した荒川静香の演技について、「一杯のご飯の値打ちがある」とコメントしたと日本でも報じられた。この発言がフランス国内の視聴者から「日本人に対して失礼だ」との抗議を受け、フランス・テレビジョンが在仏日本大使館に「侮辱的なコメントがあった」と謝罪文を提出する騒ぎになった。本人は「日本人にとって米は大事なものだから、それに匹敵するモノという意味だった。イタリア人選手なら「美味しいパスタ」と言っていたかもしれない」と釈明。過去にはアメリカの国旗をあしらったローブを氷上に脱ぎ捨てるという演技を取り入れたことがあったが、その後ローブを脱ぎ捨てるかわりに観客席に投げ入れる演技に変更している。
2004年ヨーロッパ選手権において、フランス代表の後輩であるブライアン・ジュベールが当時ほとんど無敵の強さを誇っていたロシアのエフゲニー・プルシェンコを破り優勝した際、「価値の無い優勝、優勝者に値する者はいなかった」と発言した。これに対してジュベールは「自分を含め全ての選手を侮辱している。絶対に許せない。僕はキャンデロロに対して母国のオリンピックメダリストとして常に敬意を払ってきた。にも関わらずあの発言は何だ。まぁ敬意を払っていたとは言っても、それは結果に対してであって、チャンピオンになったことのない人である彼の演技をヤグディンやストイコの演技のように参考にしようと思ったことはないけどね。」と言い返した。さらにジュベールはキャンデロロの解説についても「彼の話を面白おかしく感じる視聴者もいるかもしれないが、彼の解説は肝心の演技や技術に関する内容がほとんどなく、冗談混じりの審判の裏工作話や女性スケーターのお尻を追いかけるような話ばかりだ。子供の視聴者もたくさんいるのだから悪い影響があるのではと心配だ。」と苦言を呈している。常に多方面からの批判と揶揄を受けがちなキャンデロロの解説について元アイスダンス選手であり、かつてのフランスチームの同僚であったグウェンダル・ペーゼラは「テレビ局の演出にキャンデロロが応じているのだ」と評している。
フィギュアスケート界の体質や採点法等に対し頻繁に批判を行っており、現体制打倒を掲げて2010年にはフランス氷上競技連盟の会長選挙に元アイスダンス選手のアレクサンドル・ピトンを会長候補に、自身は副会長候補として出馬したが、現職のディディエ・ゲヤゲに敗れた。